# Bollons
Otok Bollons je mali otok u subantarktičkim vodama novozelandskog otočja Antipodes. Drugi je najveći otok u otočju.

## Geografija
Otok je otprilike u obliku polumjeseca i ima površinu od 2 km2. Nalazi se sjeveroistočno od glavnog otoka skupine, otoka Antipodes, od kojeg ga dijeli tjesnac širok 1,2 km. Manji otok Archway nalazi se odmah sjeverozapadno od Bollonsa.
Otokom Bollons dominira zakrivljeni greben koji se proteže cijelim otokom, s najvišom točkom 202 m/nm. Litice okružuju otok sa svih strana osim sa zapada.

## Etimologija
Otok je dobio ime po Johnu Bollonsu, zapovjedniku brodova Novozelandskog pomorskog odjela, NZGSS Hinemoa i SS Tutanekai.

## Važno područje za ptice
Otok je dio važnog područja za ptice Antipodes Islands, koje je BirdLife International identificirao kao takvo zbog značaja skupine kao mjesta za razmnožavanje nekoliko vrsta morskih ptica. Dom je papagaja Cyanoramphus hochstetteri i zelene kozice (Cyanoramphus unicolor).

## Daljnje čitanje
- Taylor, Rowley, (2006.) Ravno kroz London, Antipodes i Bounty Islands, Novi Zeland . Christchurch: Heritage Expeditions New Zealand Ltd.ISBN 0-473-10650-7 .